# Valdecaballeros
Valdecaballeros es un municipio español, con el título honorífico de villa, situado al pie de la ladera norte de la sierra de las Barbas de Oro, parte de la cordillera de los Montes de Toledo. Pertenece a la mancomunidad de Cijara, provincia de Badajoz, comunidad autónoma de Extremadura. A fecha de 1 de enero de 2013, el municipio contaba con una población de 1.175 habitantes. Según el INE, la población en 2021 es de 1.088 habitantes con 23 habitantes más que en 2020, recuperando una tendencia ascendente después de muchos años de descenso.

## Geografía física

### Localización
Se sitúa en la comarca de Cijara, habiendo sido siempre parte de las Dehesas de Guadalupe. Pertenece al partido judicial de Herrera del Duque.
Tiene una altitud sobre el nivel del mar media de 400 metros y clima típicamente mediterráneo. Está a unos 230 km de Madrid y a unos 190 de Badajoz. Tiene buen acceso por cualquiera de sus carreteras.

### Hidrografía
En Valdecaballeros se encuentra el enclave natural, embalse de García de Sola, también conocido como Puerto Peña. El pantano tiene unos 20 km de longitud y en él se puede practicar el baño, la pesca, con especies como el lucio, el black bass, la carpa y el barbo y los deportes náuticos propios de un pantano.

## Historia
La villa de Valdecaballeros tiene una historia relativamente corta, pero no obstante en las inmediaciones del pueblo actual han sido hallados restos romanos y prerromanos. Son destacables los dos hitos romanos conservados en la iglesia de San Miguel, que marcan el límite de las 3 provincias romanas en Hispania: Tarraconensis, Betica y Lusitania, en el cruce entre los ríos Guadiana y Guadalupejo, donde hoy día se encuentra un importante recinto arqueológico sin estudiar, el Castro del Cerro de la Barca, en el que se encuentran restos de las distintas culturas que habitaron Valdecaballeros. Estos restos se hallan en la cima de un monte convertido en isla tras la construcción del embalse de Puerto Peña y van desde los restos de una ciudadela amurallada, de unos 200 m² (sin contar la parte sumergida), en los que se aprecian restos metálicos de bronce, piedras elaboradas y un magnífico ejemplo de arte prerromano, desgraciadamente sin estudiar, en un dolmen neolítico o posiblemente céltico o lusitano, similar a los aparecidos en Irlanda, de carácter funerario. En el cerro de la Barca se pueden encontrar también enormes ejemplares de acebuche, árbol mágico para los celtas[cita requerida], lo que vendría a reforzar la teoría céltica. De cualquier modo, la ciudadela de la isla en la confluencia de ambos ríos, frente a la cual aparece y desaparece otra más pequeña, según el nivel del pantano, y de factura más romana que prerromana, supone un enclave que posee, en primer lugar, una importancia estratégica de primer orden, al seguir la vía más fácil entre la meseta y la fértil vega del Guadiana, posteriormente sede de la capital Augusta Emerita, y en segundo lugar el encantamiento que provoca el entorno con el agua y los dos riscos enfrentados (Valdecaballeros y Peloche), de lo cual no es de extrañar que las antiguas gentes con sus religiones basadas en la naturaleza, encontraran en el lugar una fuerza y una magia especial. Las más que insuficientes investigaciones realizadas señalan que podría tratarse del Machu Picchu ibérico. 
La villa de Valdecaballeros porta en su escudo las insignias históricas de la Cruz de San Jorge, los toros y la torre de Talavera de la Reina y el jabalí que es propio de la tierra. Pertenecía antiguamente al territorio eclesiástico de San Lorenzo de El Escorial, en la actualidad a Talavera de la Reina.
A la caída del Antiguo Régimen la localidad se constituye en municipio constitucional en la región de Extremadura. Desde 1834 quedó integrado en el Partido judicial de Herrera del Duque. En el censo de 1842 contaba con 210 hogares y 760 vecinos.

### La central nuclear
En 1975 se proyecta la construcción de la Central nuclear de Valdecaballeros que empieza a constituirse en una sociedad participada por Sevillana de Electricidad e Hidroeléctrica Española (hoy Endesa e Iberdrola respectivamente, tras procesos de absorción y fusión). La construcción de la central genera un importante dinamismo económico en el pueblo por la llegada de muchos técnicos y trabajadores. Llegaron a trabajar en la obra más de 4.000 personas. La construcción de los reactores fue adjudica Westinghouse Electric quien trajo su personal de EE. UU. construyendo un poblado de casas, urbanizado al estilo de Estados Unidos en un encinar que fue respetado, para las familias de los trabajadores casados y una residencia para los solteros. Estas instalaciones se complementaron con un club social que contaba con diferentes instalaciones deportivas. Muchos vecinos apostaron por establecimientos de hostelería, hoteles y restaurantes, abandonando la agricultura y ganadería. La inversión en la central fue cercana a los 400.000 millones de pesetas (2400 millones de euros), se completó el 70% del reactor I y el 60% del reactor II. En 1984, el gobierno del PSOE decretó la moratoria nuclear lo que supuso la paralización de las obras, lo que llevó al abandono de las mismas y de todas las instalaciones surgidas a su sombra. A finales del 2013, la deuda del Estado con las compañías propietarias de la Central Nuclear de Valdecaballeros era de 116 millones de euros, mientras que a finales del 2014 dicha deuda se ha reducido hasta los 85,3 millones de euros, según acaba de publicar el BOE.
Tras la resaca del parón nuclear el pueblo volvió a la normalidad aunque las pérdidas por las inversiones realizadas se dejaron sentir en la economía local. Años después el poblado destinado a los trabajadores de   Westinghouse  fue vendido como casas de segunda residencia y el edificio de residencia de solteros se convirtió en un hotel que daba servicio al cercano balneario de Baños de Valdefernando dependiente de la misma iniciativa turística, que finalmente en el año 2006 cerró. La central fue desmantelada en el año 2001 y su parque de transformación se aprovechó para dar servicio a dos centrales solares.
| Noroeste: Cañamero        | Norte: Alía      | Noreste: Alía              |
| Oeste: Casas de Don Pedro |                  | Este: Castilblanco         |
| Suroeste Talarrubias      | Sur: Talarrubias | Sureste: Herrera del Duque |

## Patrimonio

### Religioso
La parroquia de San Miguel Arcángel se encuentra en un promontorio en el centro de la villa y destacan sus representaciones de arte mudéjar, cuya restauración reciente permite a los turistas contemplar un magnífico ejemplo de arte mudéjar rural. Esta Parroquia pertenece a la archidiócesis de Toledo.

### Civil
Otro monumento es el Reloj situado en la plaza, que es un edificio a modo de torre construida por Juan Pastora finales del siglo XIX. El Balneario de Valdefernando, del siglo XX, constituye otra muestra de construcción artística en este estilo.
El cerro de la Barca es un pequeño cerro delimitado por la confluencia de los ríos Guadiana y Guadalupe, hoy semicubiertos por las aguas del pantano. En él se hallan un castro prerromano conocido como Castro del Cerro de la Barca; una fortificación amurallada que puede datarse de acuerdo con la cerámica encontrada, desde el siglo VIII al siglo III a. C.

## Demografía
Valdecaballeros cuenta con una población de 1051 habitantes (INE 2024).
| Gráfica de evolución demográfica de Valdecaballeros entre 1842 y 2024                                                 |
| |
| Población de derecho según los censos de población del INE. Población de hecho según los censos de población del INE. |

El pueblo ha sufrido una desaceleración demográfica importante desde 1991, año en el que el pueblo contaba con 1779 habitantes. La población ha emigrado mayoritariamente a la Comunidad de Madrid y a otras ciudades de la Comunidad de Extremadura, principalmente a las capitales de provincia.

## Entornos
Dispone de un balneario cerrado en la actualidad y pendiente de que el Ayuntamiento resuelva su adjudicación. También albergó la hostería "Los Encinares", con 55 habitaciones y un bar/restaurante climatizado. Además, disponía de un club social con gimnasio, sauna, piscina olímpica y pistas de tenis. Desmantelado y cerrado al público en 2008, su reforma comenzó a principios de 2025 y su reapertura está prevista para mediados de 2026.

## Deporte
En esta villa se practica mucho el deporte de la caza por tener una gran variedad de animales, tanto en la caza mayor como en la caza menor. 
En sus alrededores se practica senderismo, rutas a caballo, caza y pesca.
Contó además con un equipo de fútbol en la segunda división extremeña, el Valdecaballeros Unión Deportiva, nombrado por sus seguidores como "la UD". Sus aficionados son conocidos como el Frente Jabalí. El equipo puso fin a su participación en la liga al término de la temporada 2019-2020.

## Urbanismo
Separadas del núcleo de población principal existen dos urbanizaciones, Los Encinares y Sierra Jara, con 150 y 39 chalets respectivamente, que se encuentran muy cerca del pueblo. Fueron concebidas como alojamiento para los Técnicos de la Central Nuclear y sus familias, quedando en el abandono durante más de 18 años por la moratoria europea de la Central. En la actualidad son dos comunidades de propietarios que acogen una población estable de más de 25 familias, así como la asidua visita de recreo en fines de semana y vacaciones del resto de los propietarios.

## Personas destacadas
- Francisco Revelles Tejada (1938-2003), pintor de renombre.

## Gobierno local
Actualmente en Valdecaballeros gobierna el Ciudadanos-Partido de la Ciudadanía con 5 concejales (la mayoría absoluta). En la oposición se encuentra el PSOE con 4 concejales.
Desde el año 2023, la alcaldesa del municipio es Mari Carmen Rodríguez .